# Andrew E. Lange
Pour les articles homonymes, voir Lange.
Andrew E. Lange, né le 23 juillet 1957 à Urbana (Illinois), États-Unis – suicidé le 22 janvier 2010 à Los Angeles (Californie) fut un astrophysicien, cosmologiste et professeur de physique à CalTech. Il fut associé à des découvertes importantes en cosmologie observationnelle.

## Champ d'étude
Il publie en 2000 des résultats de ces observations de 1998 qui montrent :
- que l'univers a subi dans ses premiers moments une accélération de son expansion (la théorie de l'inflation)
- que l'univers observable est plat et n'est ni sphérique ni en forme de selle de cheval
- que l'expansion de l'univers est en pleine accélération et
- qu'il n'est pas menacé par un effondrement

Ces observations ont été faites par des détecteurs mesurant la fluctuation du rayonnement fossile (Rayonnement Cosmologique de Fond ou RCF) installés dans le ballon Boomerang à 40 km d'altitude au-dessus de l'Antarctique.
L'expansion de l'univers est accélérée par ce qu'on appelle "l'énergie noire" encore totalement méconnue et qui représente 70 % de l'univers.
L'univers qui nous observons est l'univers tel qu'il était dans sa jeunesse, alors âgé d'environ 300 000 années terrestres.
Les règles régissant cet univers observable plat sont réductibles à celles de la Géométrie euclidienne.
Ces données ont été confirmées par les mesures du ballon Maxima et du satellite WMAP. Ce dernier observa le ciel dans son entier.

## Distinctions
Il reçoit le Prix Balzan en 2006 pour son apport en astronomie et astrophysique (avec Paolo de Bernardis).